# A.N. Aasheim
Arent Nicolai Aasheim (født 17. juni 1749 i Bergen, død 10. juli 1800) var en dansk fysiker, søn af Stephen Aasheim, der var politibetjent i Bergen; hans mor hed Barbara Arentz.
Aasheim modtog den første undervisning i sin fødeby og dimitteredes 1765 derfra til Københavns Universitet, hvor han 1766 tog eksamen filosofikum. Han lagde sig her efter medicin og astronomi og var en tid ansat som observator; han var også en kort tid kongelig landmåler. Aasheim tog medicinsk eksamen 1776 og blev samtidig dr.med. 1782 blev han professor designatus i medicin, 1793 ansattes han som vikar for professor Kratzenstein, efter hvis død 1795 han blev udnævnt til professor i eksperimentalfysikken. Foruden de fysiske holdt han også medicinske forelæsninger. Aasheim har kun udgivet nogle få og ubetydelige disputatser; som videnskabsmand har han ingen betydning, derimod omtales han som en dygtig lærer og en stiv latiner; han var meget yndet af de studerende for sin uegennyttighed og gavmildhed. Da den største del af den fysiske instrumentsamling, som Kratzenstein havde skænket universitetet, gik til grunde ved ildebranden 1795, måtte han ved egne midler skaffe nye instrumenter til veje; døden forhindrede ham imidlertid i at gøre brug af dem. Han døde ugift.